# Simeon ben Eleazar
Rabbi Simeon ben Eleazar (ben Schammua, d. h.: nach Frankel und Wilhelm Bacher Sohn des R. Eleasar ben Schammua; * nach 140) war Tannait der 4. Generation, Schüler Meirs, oft in Kontroverse mit dem befreundeten R. Jehuda ha-Nasi, führte auch polemische Gespräche mit Samaritanern und versuchte ihnen zu beweisen, dass die Auferstehung in den heiligen Schriften gelehrt werde (Sifre zu Num. 15; vgl. Midrasch).
Simeon ben Eleazar ist nur siebenmal in der Mischna erwähnt, dagegen häufig in der Baraita.